# NSU-Fiat
NSU-Fiat (НСУ-Фіат) — з 1929 року німецький виробник автомобілів. Штаб-квартира розташована в місті Гайльбронн. У 1960 році автомобілі компанії почали вироблятися під маркою Neckar. У 1973 році компанія припинила виробництво автомобілів.

## Заснування компанії. Початок виробництва автомобілів

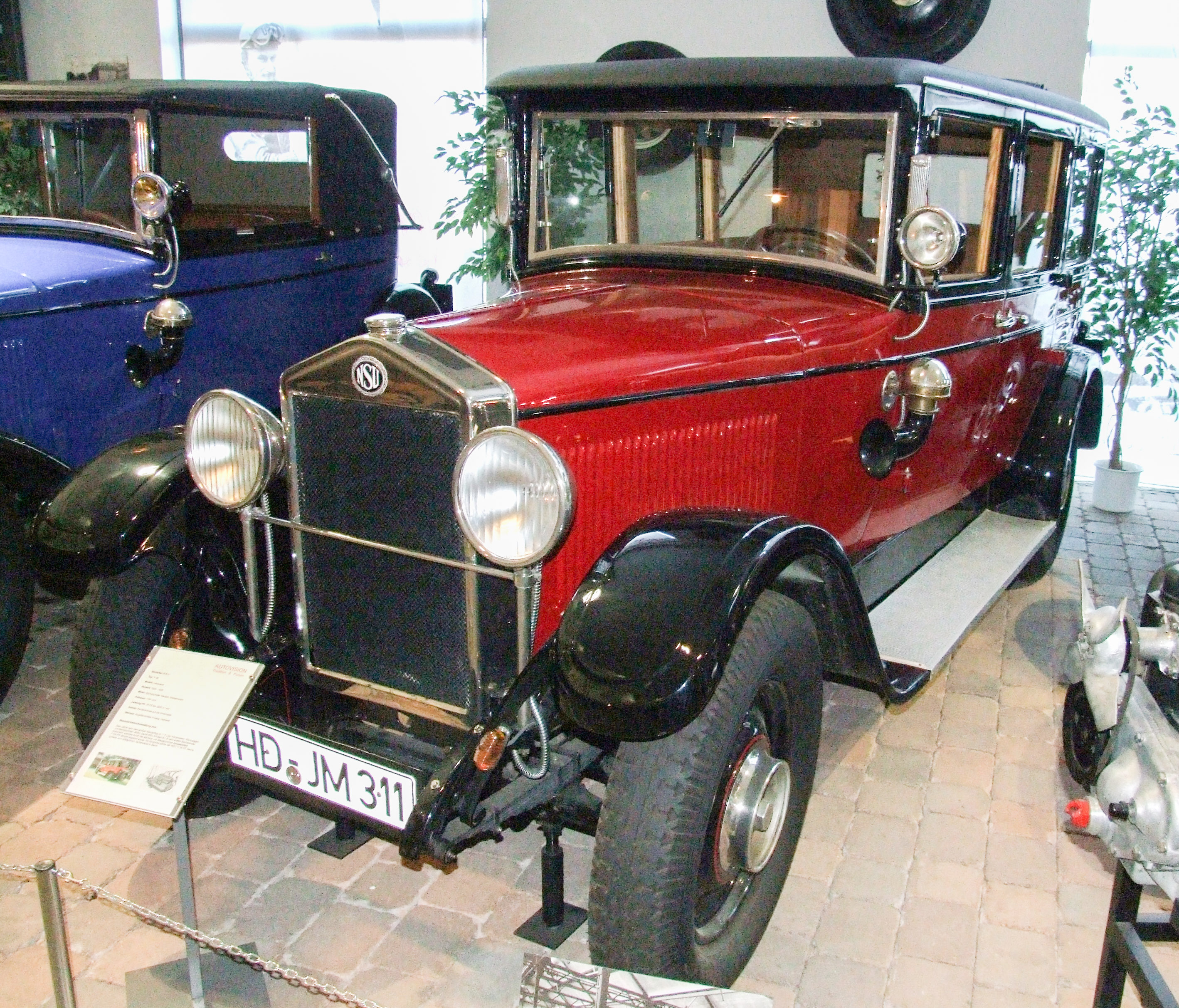
NSU-FIAT 7/34PS Limousine роботи Ambi-Budd

Влітку 1929 року Deutsche Fiat Auto Verkaufs AG і Dresdner Bank купують автомобільний підрозділ фірми Neckarsulmer Fahrzeug Werke AG, підприємство, яке стало називатися NSU Automobil AG, продовжило випускати, модель 7/34PS, що вже знаходилась у виробництві, під маркою NSU-FIAT. Ця машина була розробкою німецької фірми, під капотом був 1.8 л 6-циліндровий мотор, потужністю 34 сили, трансмісія була 4-ступінчастою.

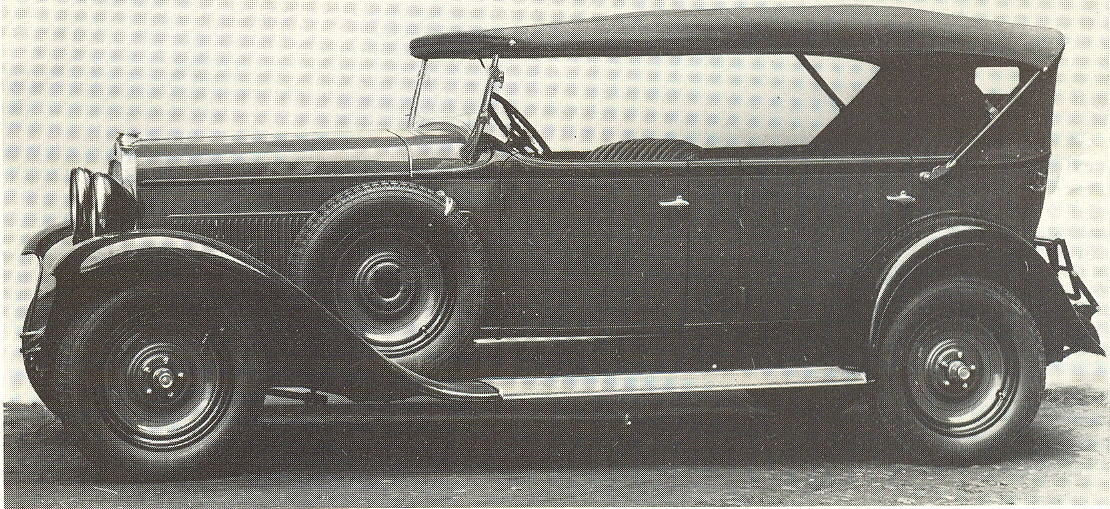
NSU-FIAT 10/52PS Cabriolet

Наприкінці 1931 року було вирішено збирати з італійських комплектуючих FIAT 522, це була нова модель «Фіата», під капотом була розташована рядна шістка, об'ємом 2.5 л і потужністю в 52 сили, на відміну від італійської машини, кузови поставлялися німецькими виробниками, наприклад, фірмами Weinsberg або Drautz. Ця машина називалася 10/52PS.
Але в 1932 році 7/34PS була знята з виробництва, а 10/52PS була перейменована в 10/50PS, і протрималася у виробництві до кінця 1933 року, коли «ФІАТ 522» закінчили випускати і в Італії.

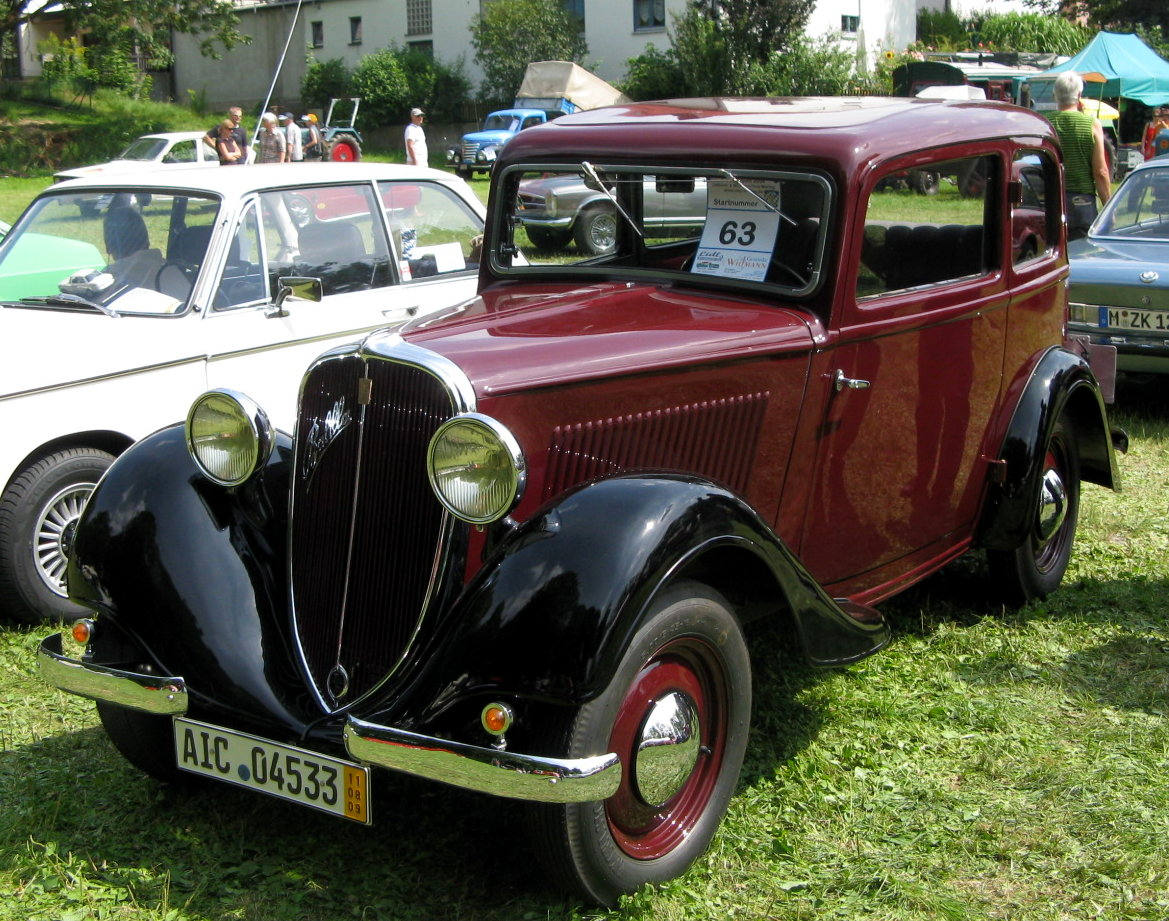
NSU-FIAT 1000

До 1934 модельному ряду був представлений NSU-FIAT 1000, це була німецька інтерпретація FIAT 508. Малолітражна машина з мотором 1 л і потужністю 24 к.с. була куди доступнішою своїх попередників. Від італійських побратимів машина відрізнялася не тільки логотипом, але й кузовами (наприклад, німецькі машини мали двері «суїцидального» типу, а двері «Фіата» відкривалися по ходу руху), різними були і бампери (у німців вони були рівні суцільні), так що візуально машини дуже легко відрізнити.

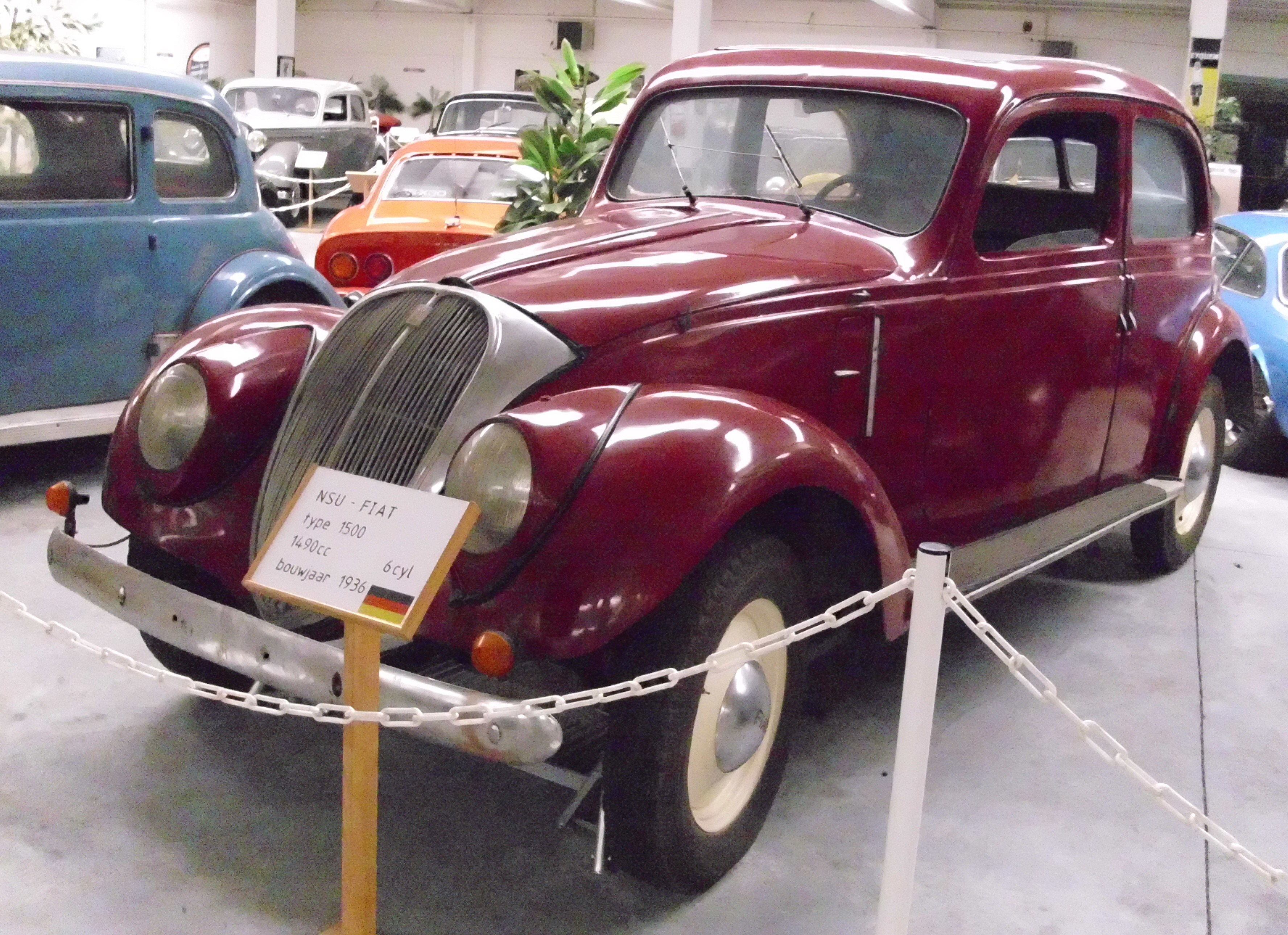
NSU-FIAT 1500 Limouisine

У 1935 році у «ФІАТ» з'являється нова модель — 1500, яка змінює модель 518 Ardita з більш 1.75 л мотором. 1500 відрізняється від попередника більш низькою рамою, що дозволило знизити висоту самої машини, незалежною передньою підвіскою, гальма всіх коліс отримали гідравлічний привід, а самі барабани були виготовлені з алюмінію. Півторалітровий шестициліндровий двигун розвивав 45 сил, 4-ступенева коробка передач мала синхронізовані третю і 4 передачі. Кузови нових машин були зроблені по-модному, обтічному типу, і якщо седани (седаном в Німеччині називається лімузин) практично були ідентичні італійським побратимам, то кабріолети фірмі NSU поставляла німецька фірма Glässer, причому, в двох варіантах: з 2 вікнами або 4-ма, на вибір.

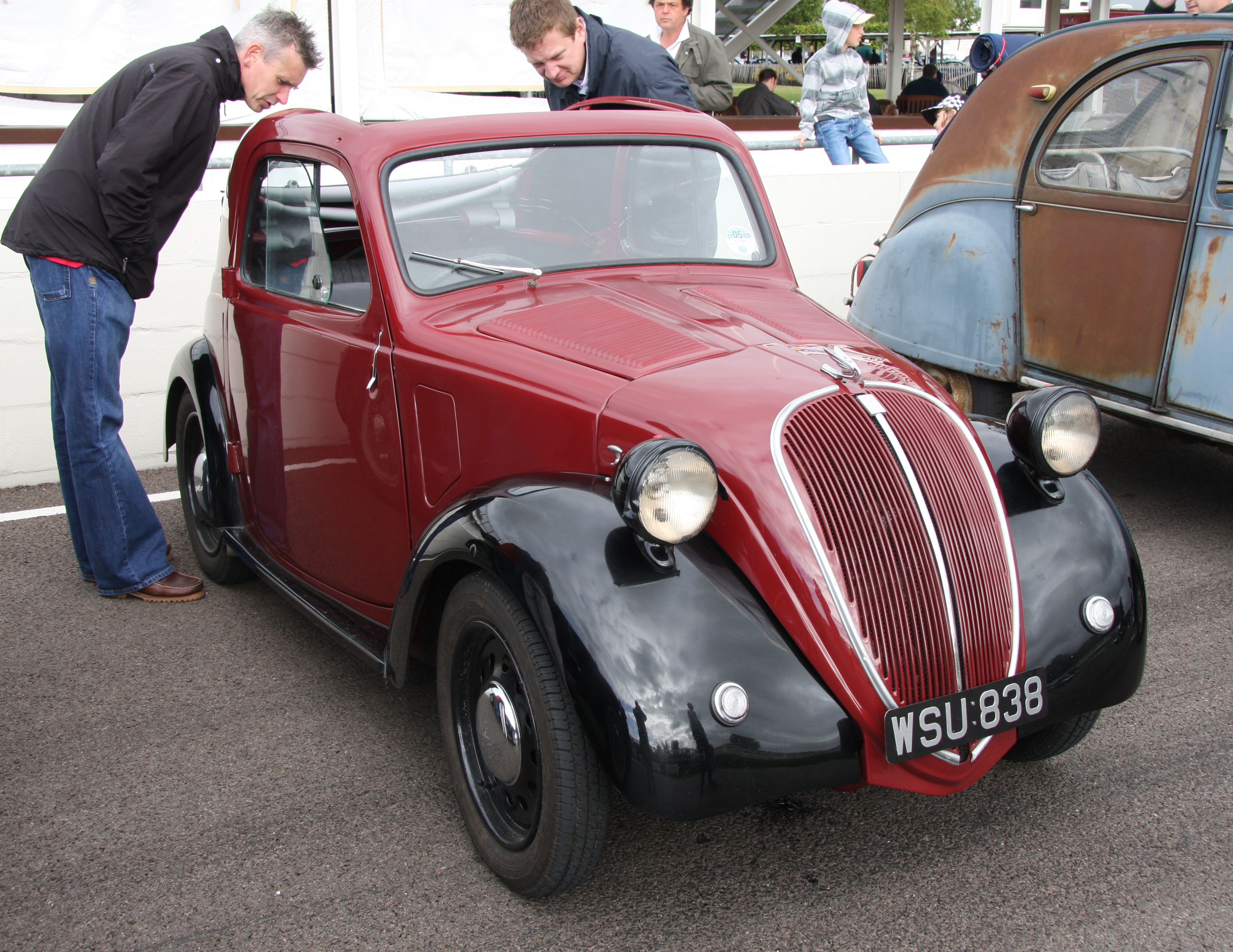
NSU-FIAT 500 Limousine

Якщо в 1935 році фірма продала 3700 автомобілів, що через рік обсяг продажів виріс ще на 2000 проданих авто. У 1937 році модельний ряд був розширений новою машиною — NSU-FIAT 500, це була копія італійської новинки Fiat 500 Topolino.

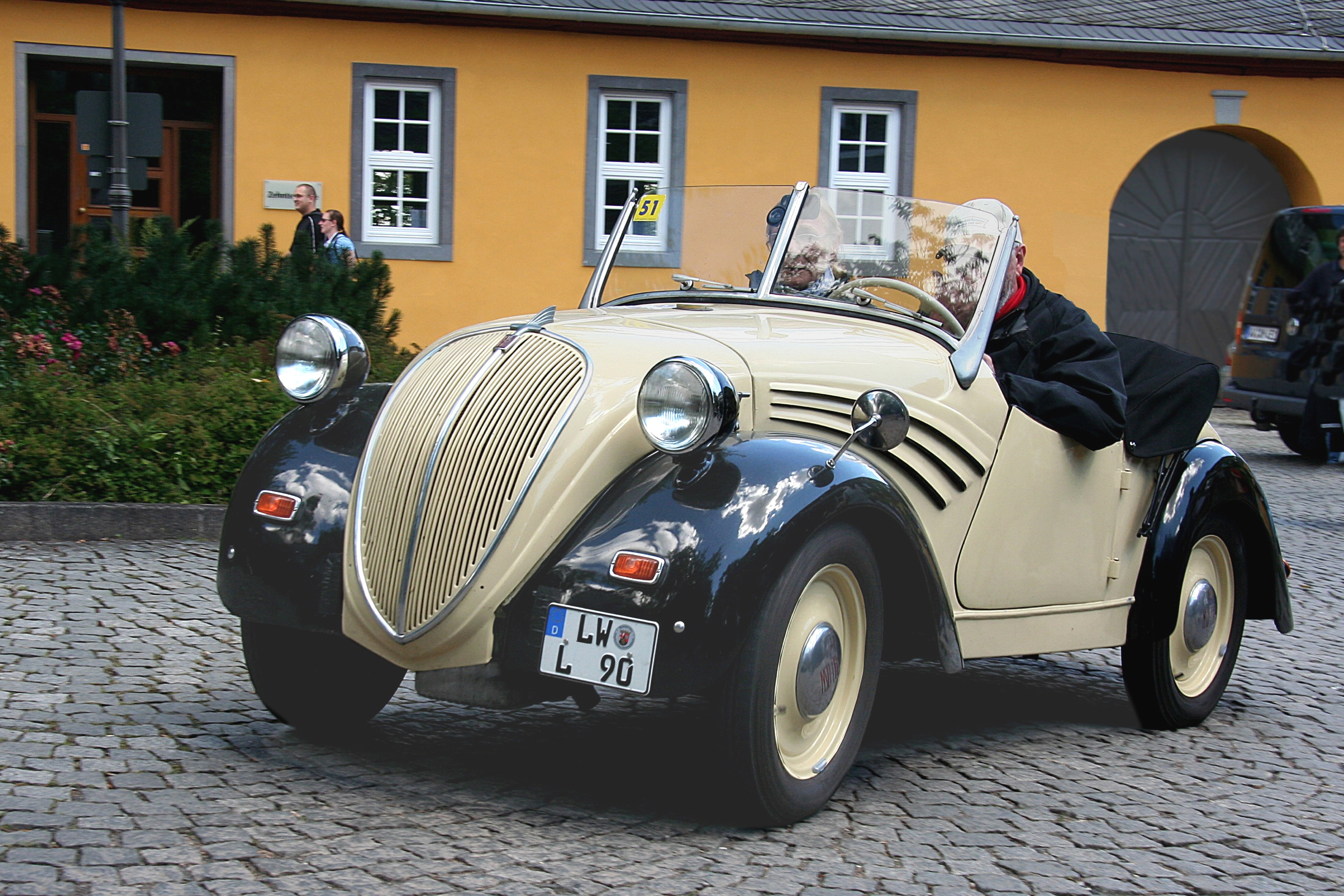
NSU-FIAT 500 Spider-Sport

Цей малюк оснащувався 4-циліндровим мотором, об'ємом всього 569 кубиків, який видавав 13 к.с., коробка передач була 4-ступінчастою, передня підвіска була незалежною. Кузови, які були однаковими що в Німеччині, що в Італії, стала постачати фірма Karosseriewerke Weinsberg, єдине, що німецькі варіанти могли ще оснащуватися кузовом типу Spider-Sport, але навіть зі спортивним кузовом машина була на цілих 200 рейхсмарок дешевшою найдешевшого «Опель Кадеттен».

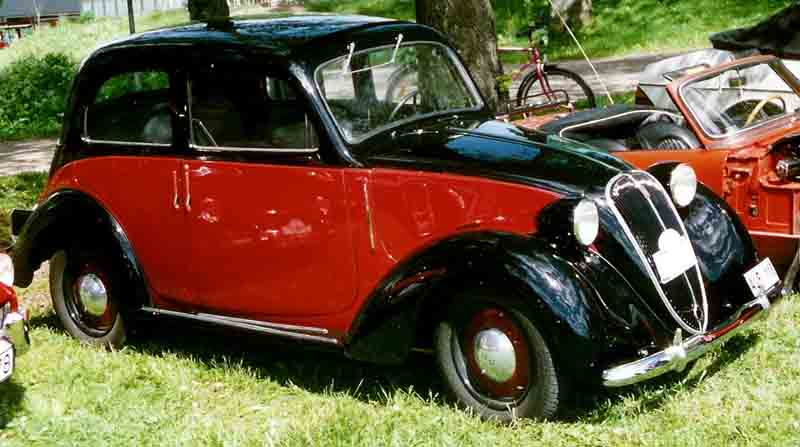
NSU-FIAT 1100 Limousine

У 1938 році NSU-FIAT 1000 змінюється новою моделлю — 1100, основою для неї послужила оновлена модель 508C Ballila, яка отримала 1.1 л мотор, потужністю 34 сили. Кузови типу седан поставляла все та ж фірма «Вайнберг», причому, вони не відрізнялися від італійських побратимів, крім однієї цікавої особливості — якщо у «Фіатів» спочатку був тільки один двірник, то у німецьких машин їх було два.

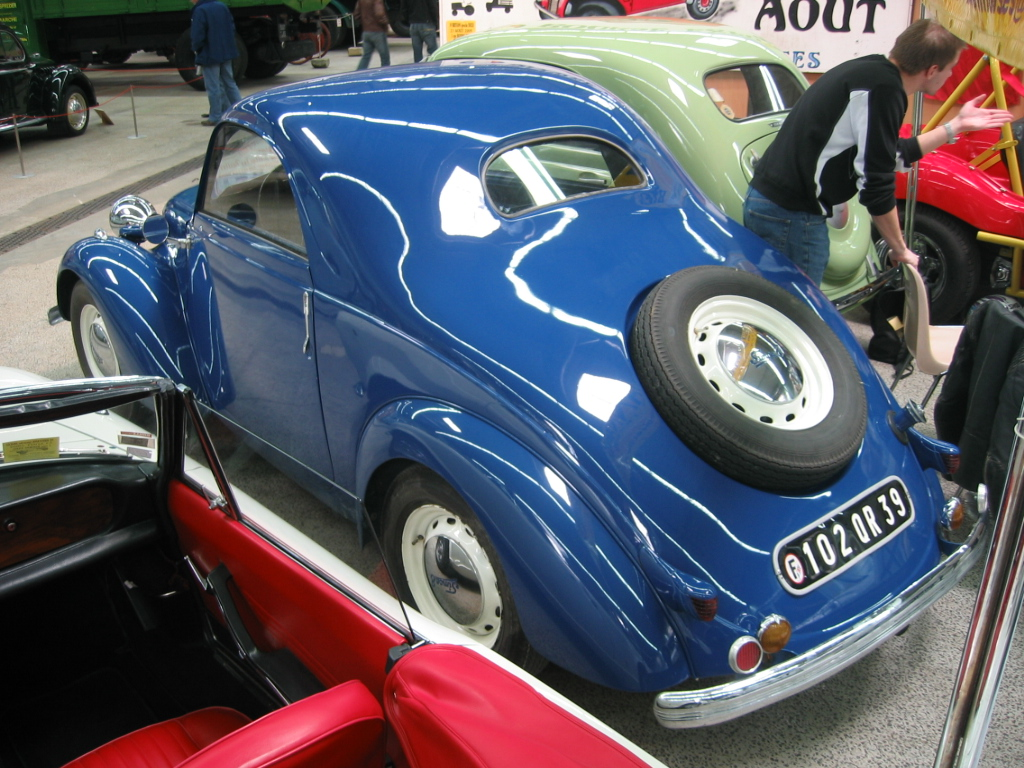
NSU-FIAT 1100 Сoupe Buhne

На відміну від італійського побратима німецькі машини не мали 4-дверної версії, однак мали свої кузови кабріолет, які поставлялися фірмами Glässer і Drautz, вони були набагато витонченішими італійських моделей, а також досить рідкісний варіант типу купе фірми Buhne, якого не було у «ФІАТ», але мався у французького SIMCA 8, який також був побудований на базі FIAT 508C.
Ці машини випускалися до 1941 року, коли припинилися поставки комплектуючих і виробництво було згорнуто. Після війни спочатку відновився імпорт готових машин, але незабаром відновили виробництво довоєнних зразків.

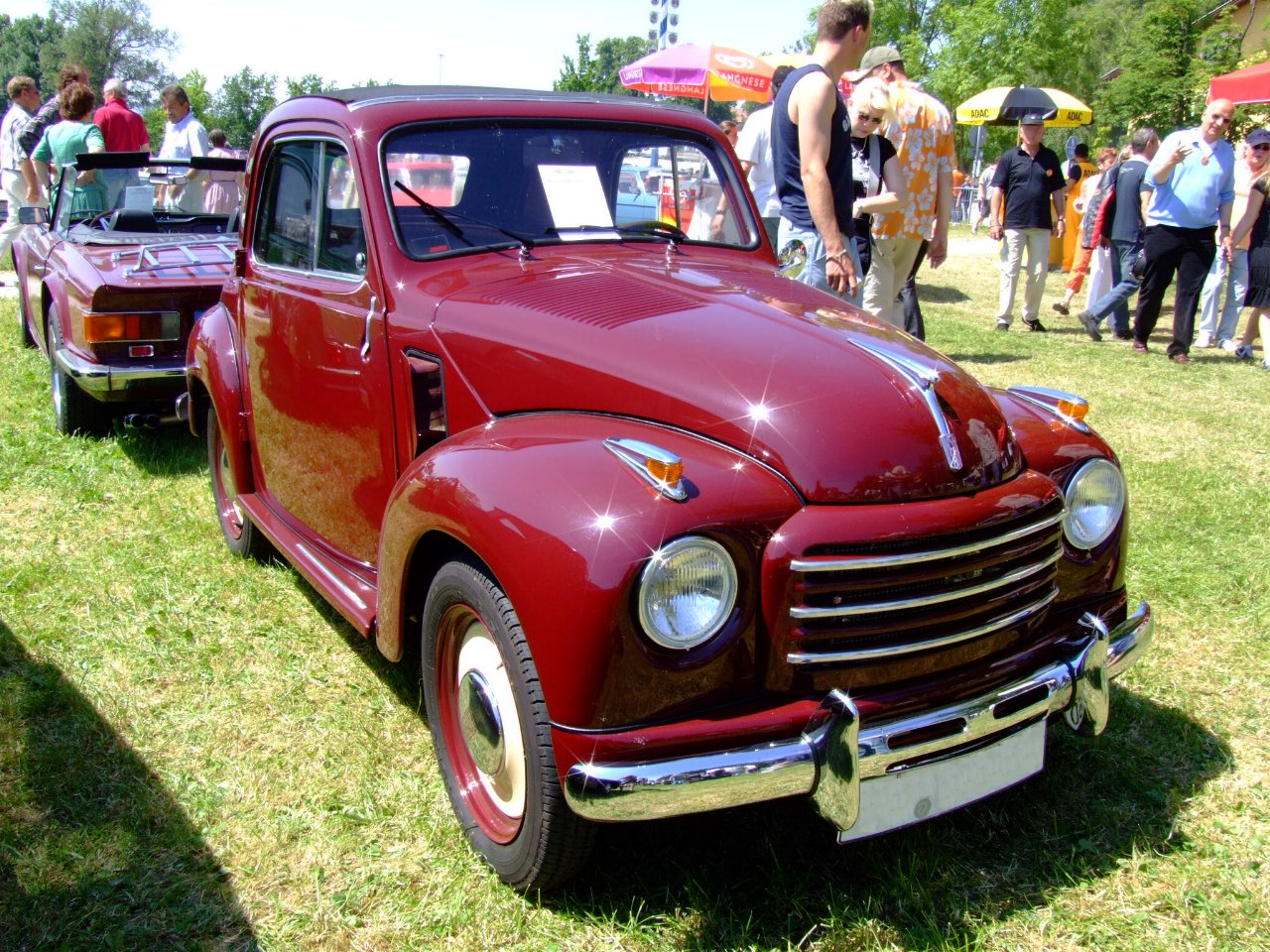
NSU-FIAT 500С

У 1951 році з'явилася нова модель — NSU-Fiat 500C — оновлена версія «Тополіно», змінилося оперення кузова і мотор був форсований до 16 сил.
Машини практично не відрізнялися від італійських, єдине, що використовувалися німецькі комплектуючі в електросистемі (фірми «Бош»), гальмах і підвісці, а також німецькі покришки.

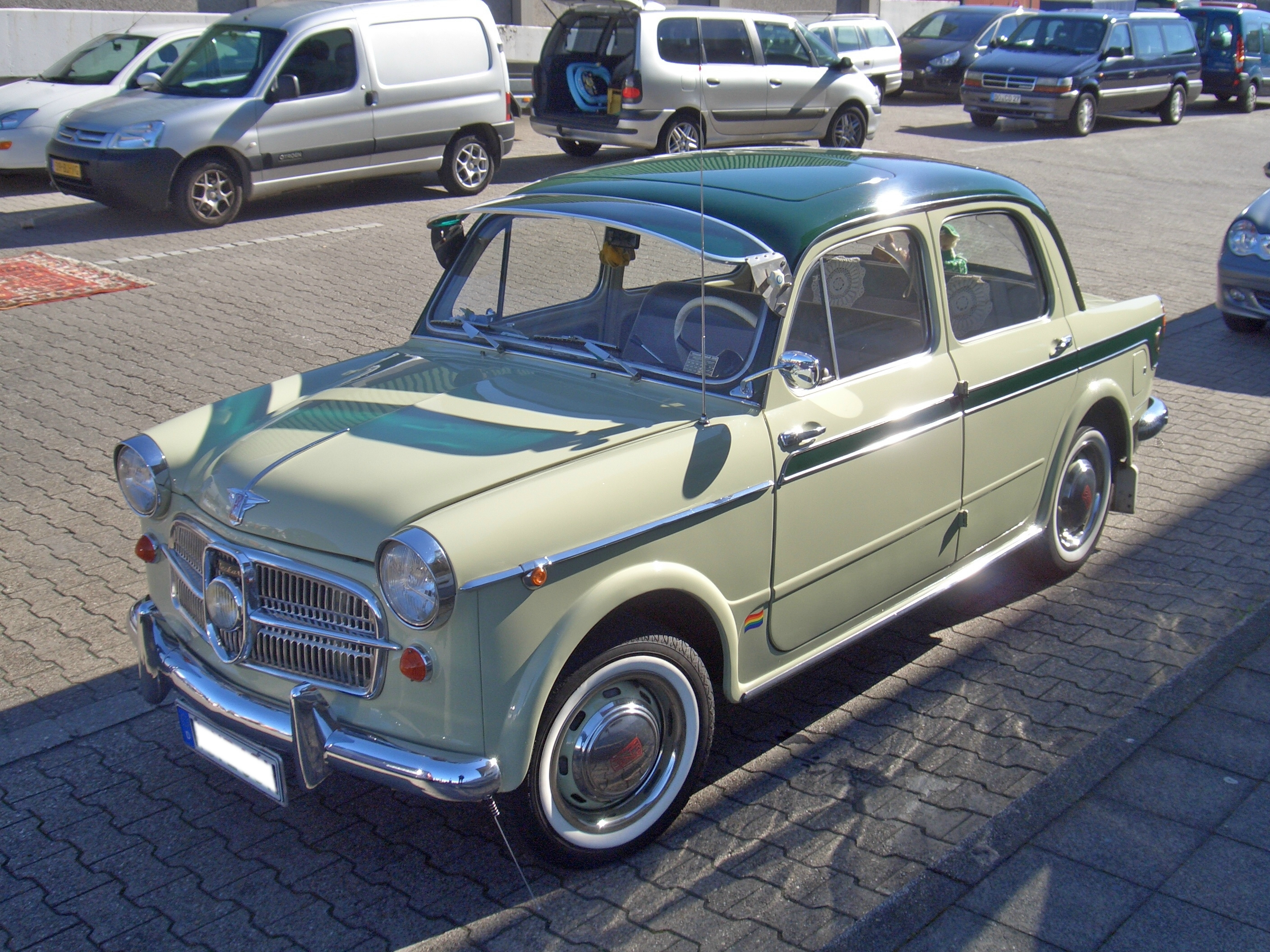
NSU-FIAT 1100 Neckar

У 1953 році до цієї машини додалися відразу 3 нових моделі: 1100 Neckar, який був аналогом Fiat 1100–103 H, а також 1400 і 1900.
1100 Neckar оснащувався 1.1 л мотором, потужністю 36 сил, кузови до нього знову стала постачати фірма Weinsberg, від італійських побратимів відрізнялися формою задній крил і декором решітки радіатора.

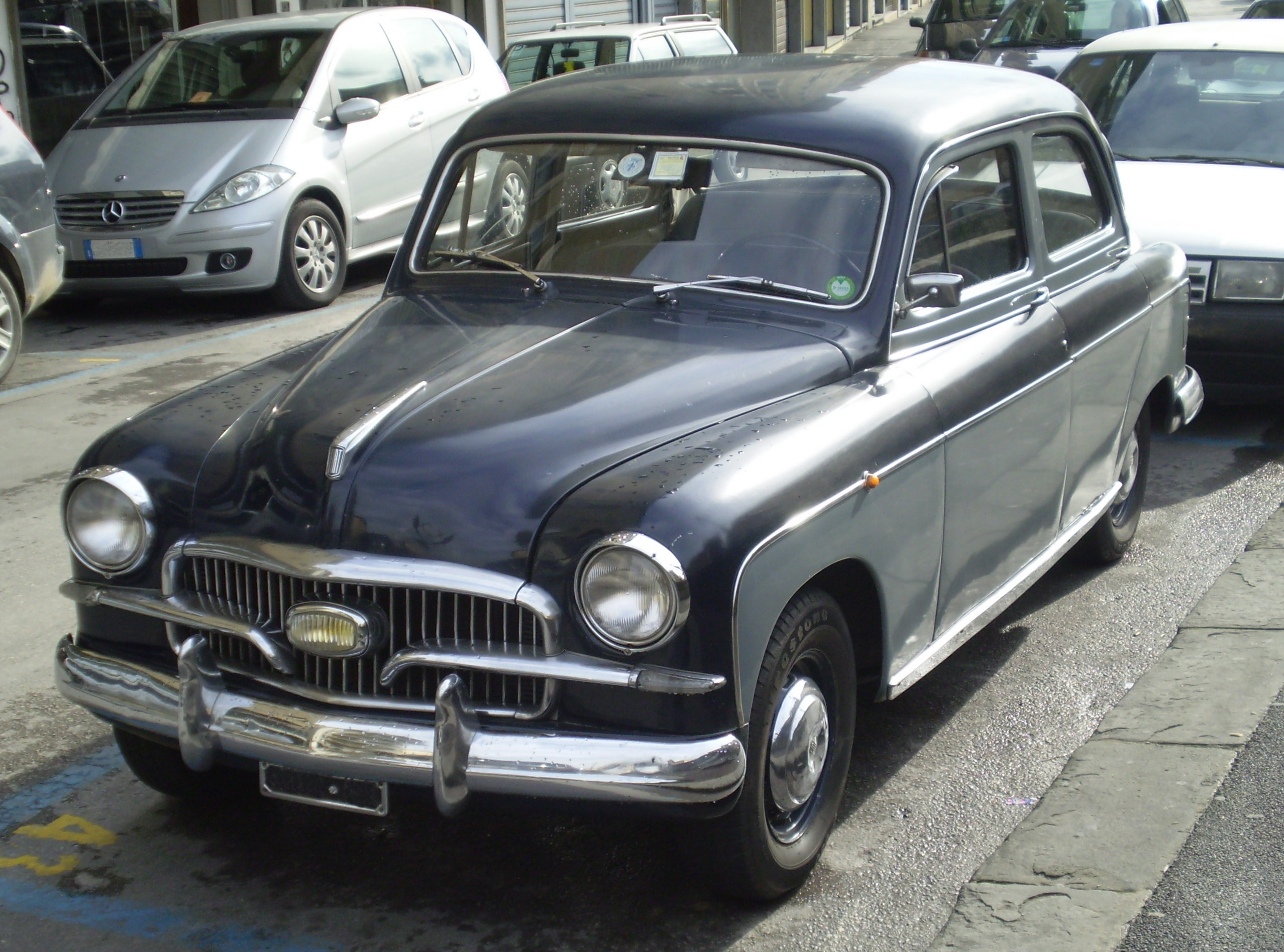
NSU-FIAT 1900

Моделі 1400/1900 відрізнялися тільки об'ємом двигуна, це був перший «Фіат» з несучим кузовом. Оскільки машина випускалася всього рік, то їх встигли виготовити не більше 1400 екземплярів, це була найбільш рідкісна модель NSU-FIAT, її зняли з виробництва в 1954 році, а через рік припинили випускати 500С.

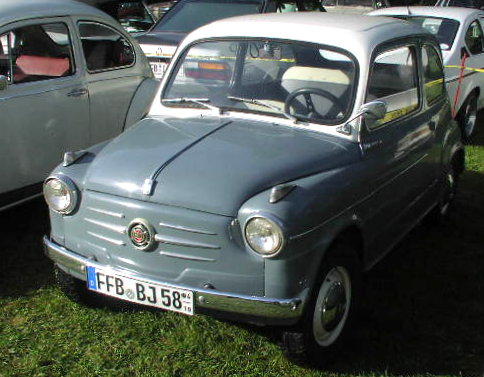
NSU-FIAT Jagst 600

У 1956 році в серію пішла машина під назвою NSU-FIAT Jagst 600 — аналог FIAT 600. Машинка оснащувалася 633-кубовим двигуном рідинного охолодження (500-кубова модель, яка з'явилася через рік, мала повітряне охолодження), 4 її циліндри розвивали 23 к.с..

## Автомобілі Neckar
У 1958 році фірма NSU відновила виробництво своїх автомобілів, тому на ринку склалася ситуація, коли дві фірми випускали різні машини під однією маркою, в підсумку у жовтні 1959 року, після довгих судових розглядів, фірми дійшли згоди, що з 1 січня 1960 року фірма, яка належить концерну FIAT, буде називатися Neckar Automobilwerke AG Heilbronn, vorm. NSU Automobil AG, тобто "АТ «Автомобільний завод Неккар в Хайльбронні», колишнє АТ «Автомобільний завод „НСУ“»".
Автомобілі стали продаватися під маркою Neckar.

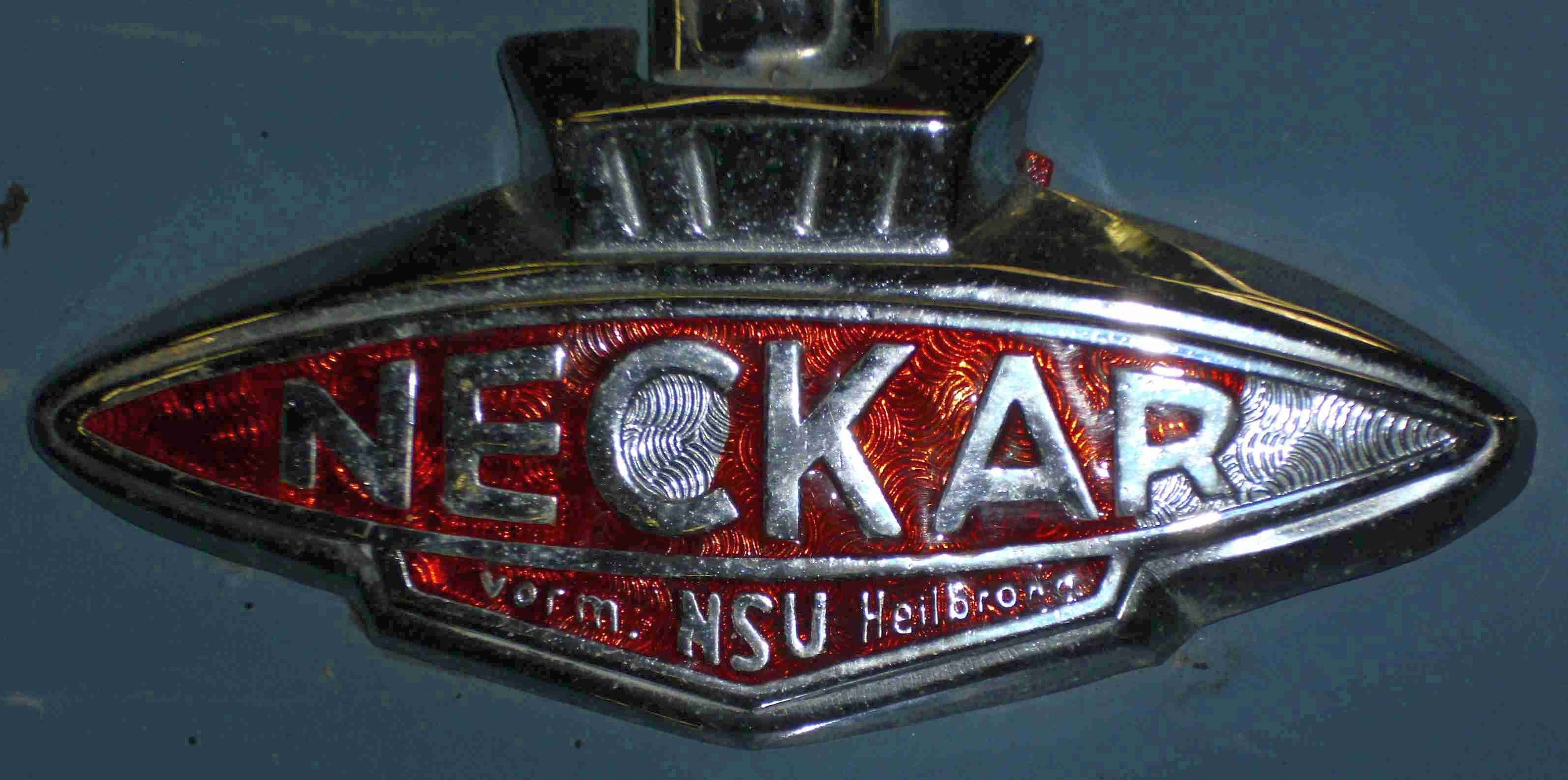
Логотип Neckar

У зв'язку з цим NSU-FIAT 1000 Neckar став називатися Neckar Europa, отримавши більш потужний 48-сильний мотор, NSU-FIAT Jagst 600 отримав новий 770-кубовий мотор, і став називатися Neckar Jagst 770. Крім цих двох моделей, з'явився Neckar Weinsberg 500, седан і купе на базі Fiat Nuova 500.

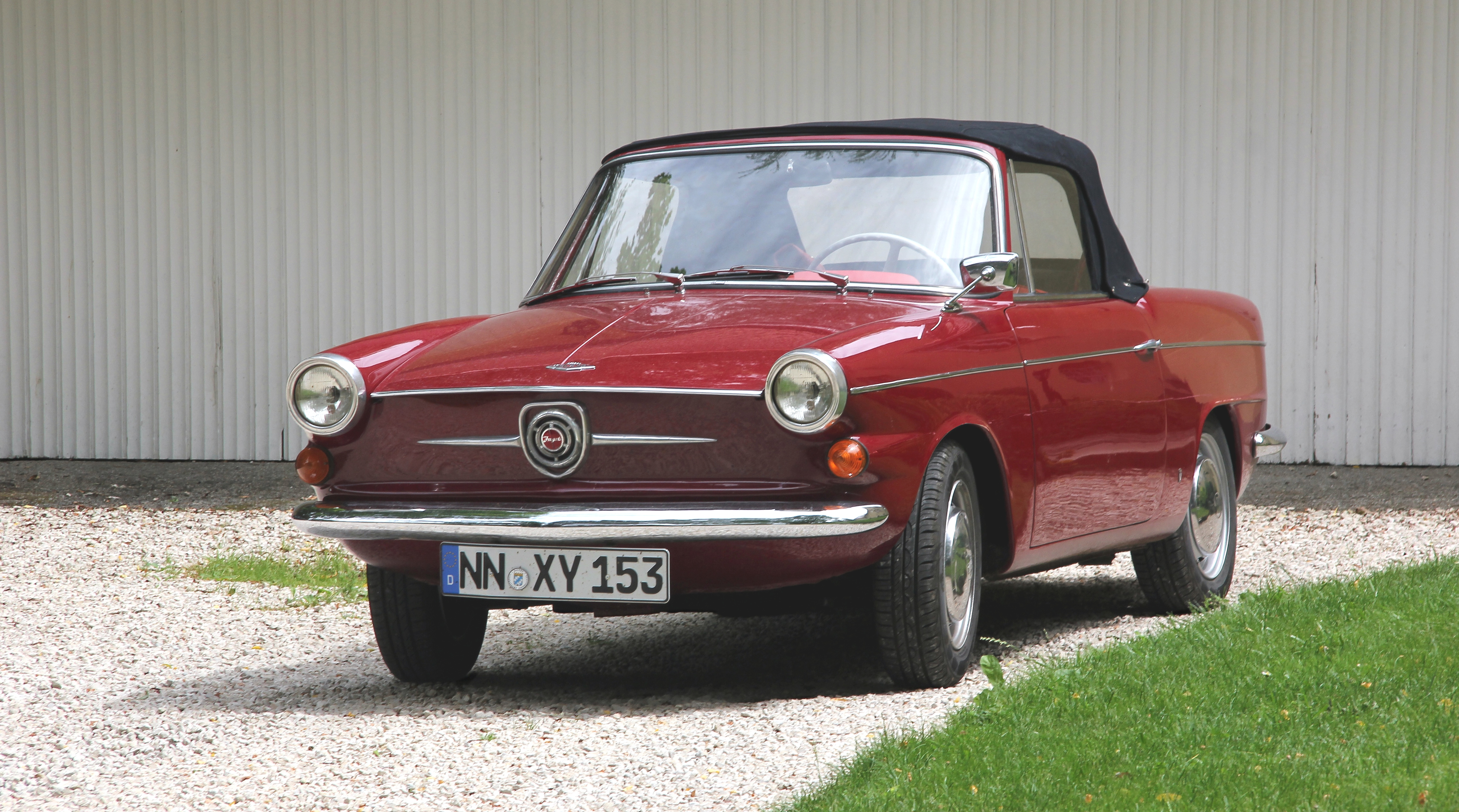
Neckar Jagst 770 Riviera

У 1961 році на базі Jagst 770 з'являється спайдер, розроблений фірмою Vignale, машина отримала назву Neckar Jagst 770 Riviera. Технічно це був той же FIAT 600D. Причому, такий кузов був тільки у німецького відділення, в Італії аналогічної моделі не було.

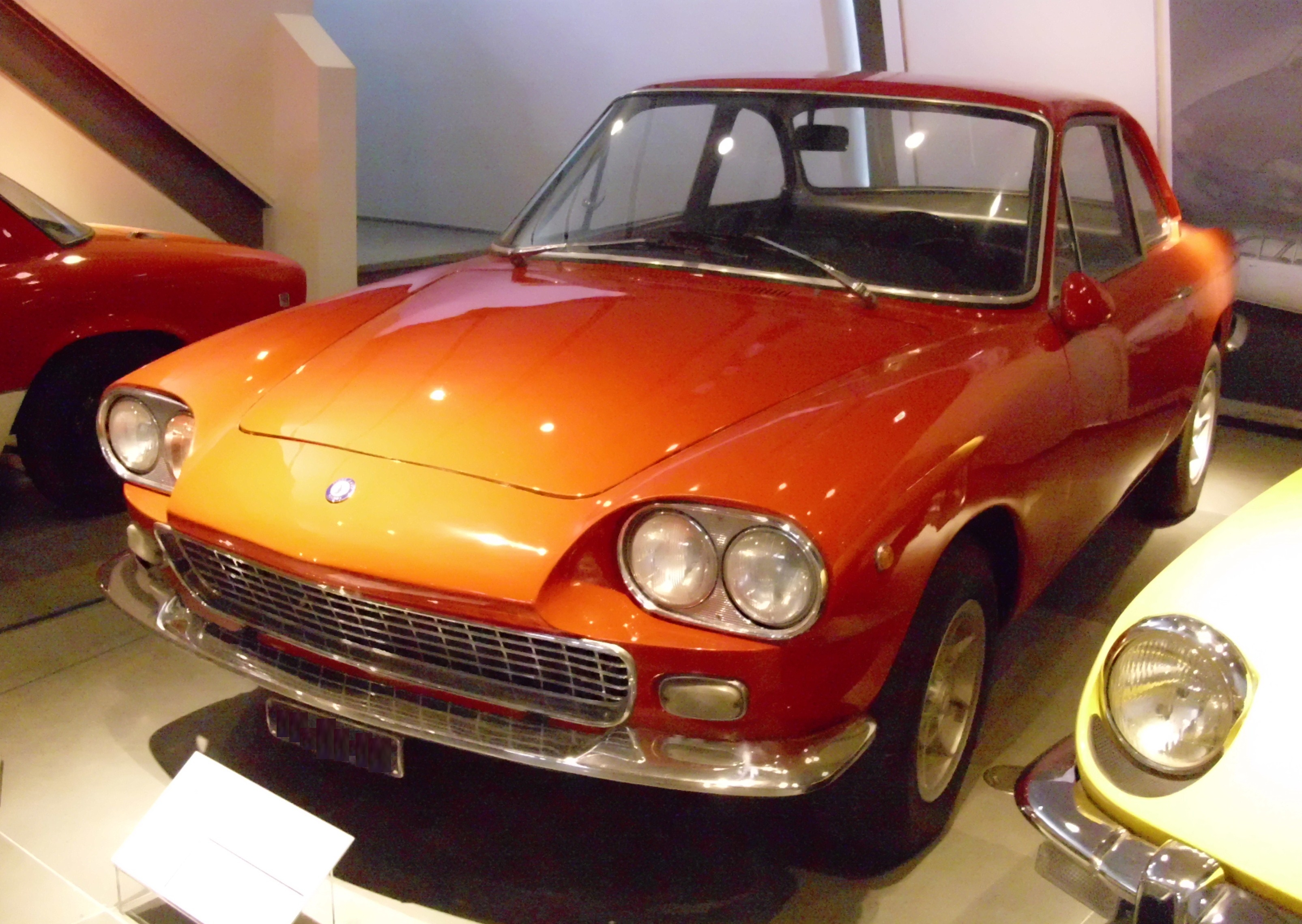
Neckar 1500TS

Через рік в каталогах з'явилося два купе, перший був побудований на базі спайдера Jagst 770 Riviera, а другий, Mistral, був копією автомобіля Siata 1500. Siata була тюнінговою фірмою, яка будувала свої машини на базі FIAT, так її модель TS, спроектована Мікелотті, була спочатку побудована на шасі FIAT 1300/1500, в Німеччині ж випускали 1.5 л варіант, примітно, що сам FIAT 1300/1500 в Хайльбронні при цьому не випускався.
У тому ж році Europa отримує новий кузов від «Фіат 1100D» і 1.2 л 48-сильний мотор, машина тепер називається Europe Spezial.

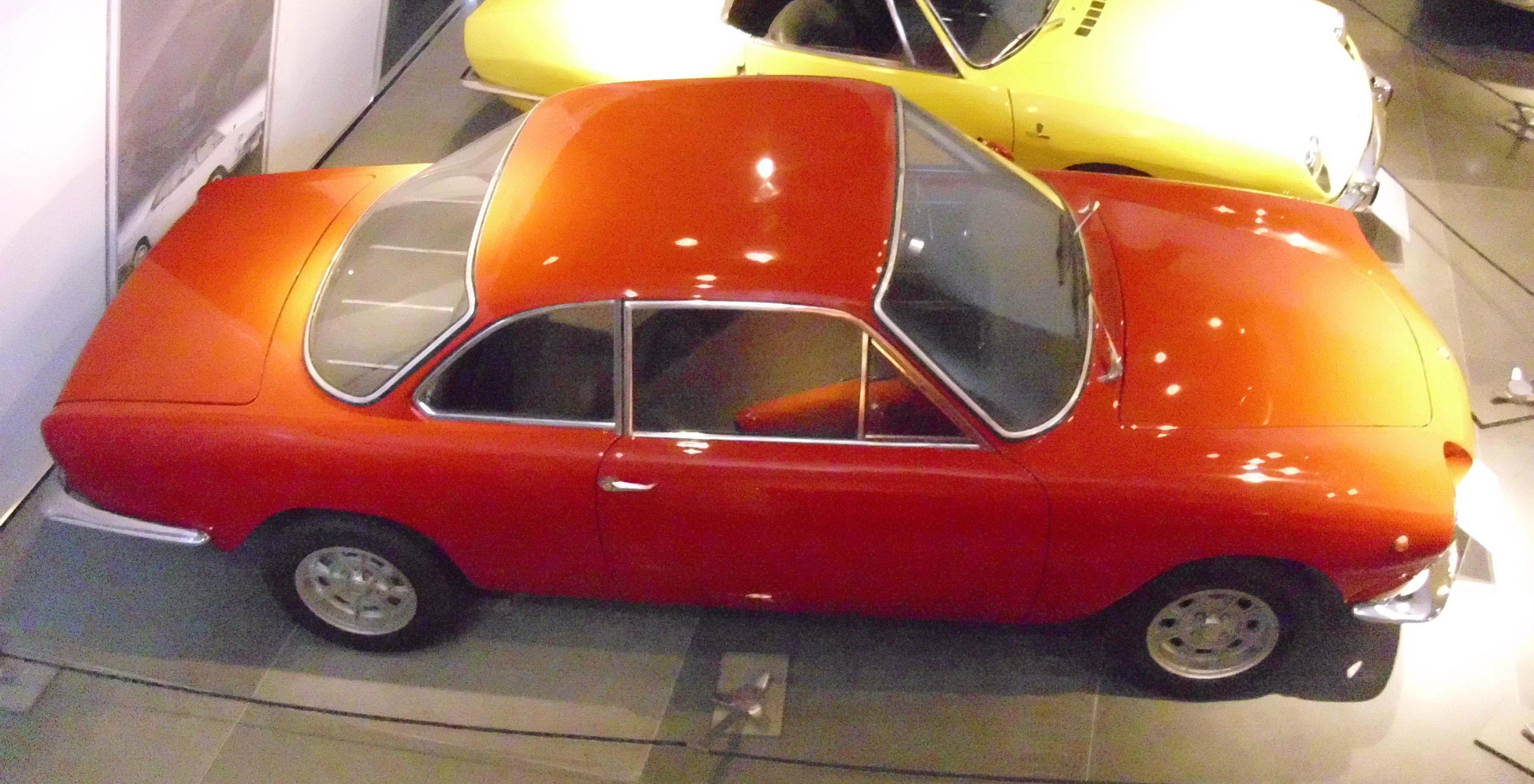
Neckar 1500TS

У 1963 році знімається з виробництва модель Weinsberg, але починається випуск седана Siata 1500TS під назвою Neckar 1500TS, якщо у базового «Фіата 1500» мотор розвивав 73 сили, то у «Неккара» потужність дорівнювала 80 силам, цікавий момент, що ця машина експортувалася до Італії як німецька.

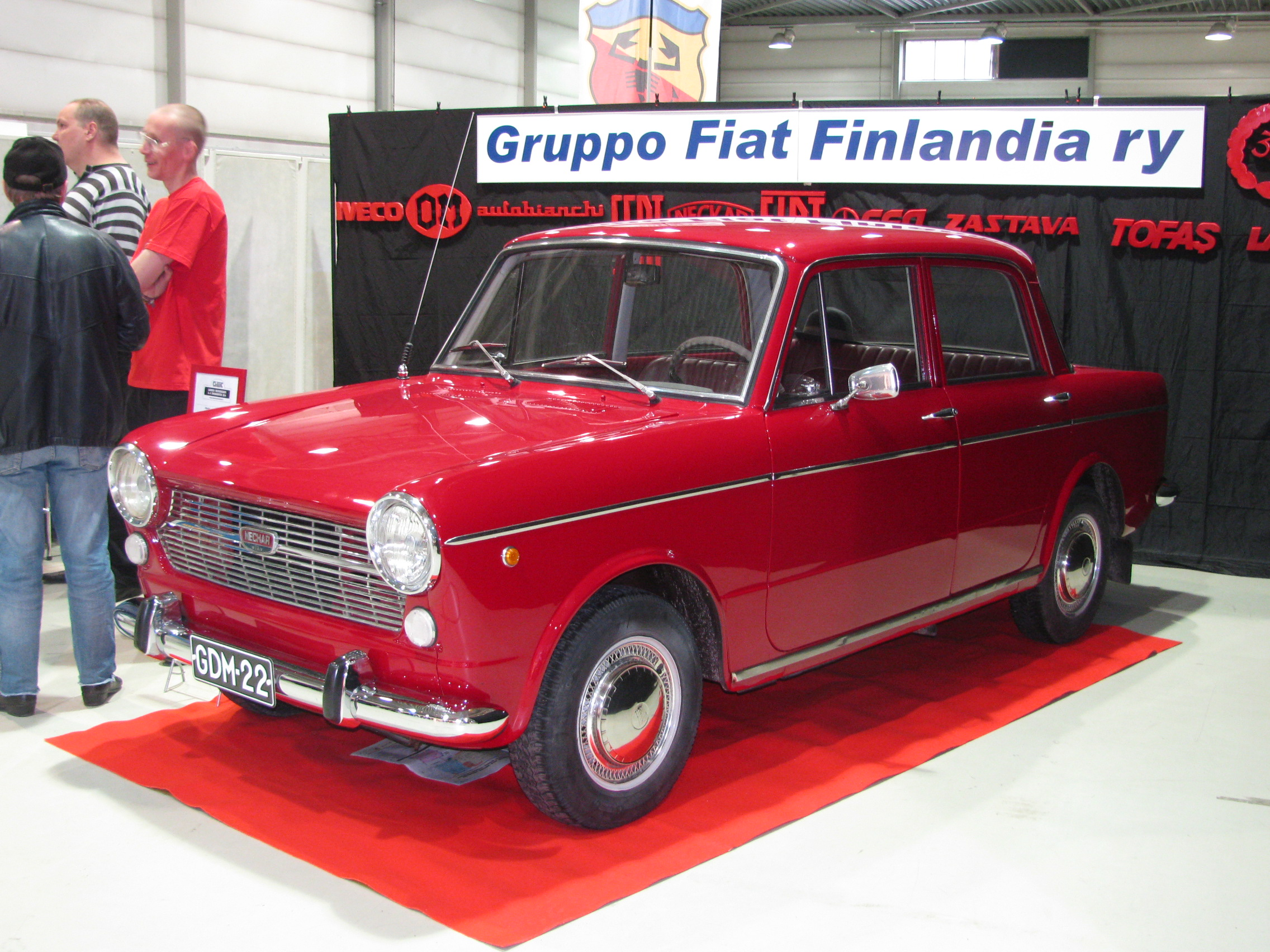
Neckar St Trop Spider

У 1964 році на базі Europe Spezial стали випускати родстер і купе, кузови якій поставлялися з Італії фірмою OSI, машини отримали назву Neckar St Trop від Сен-Тропе, що у Франції, оскільки виготовляти її стали на прохання французьких дилерів. Мотор цієї моделі був форсований до 50 сил.

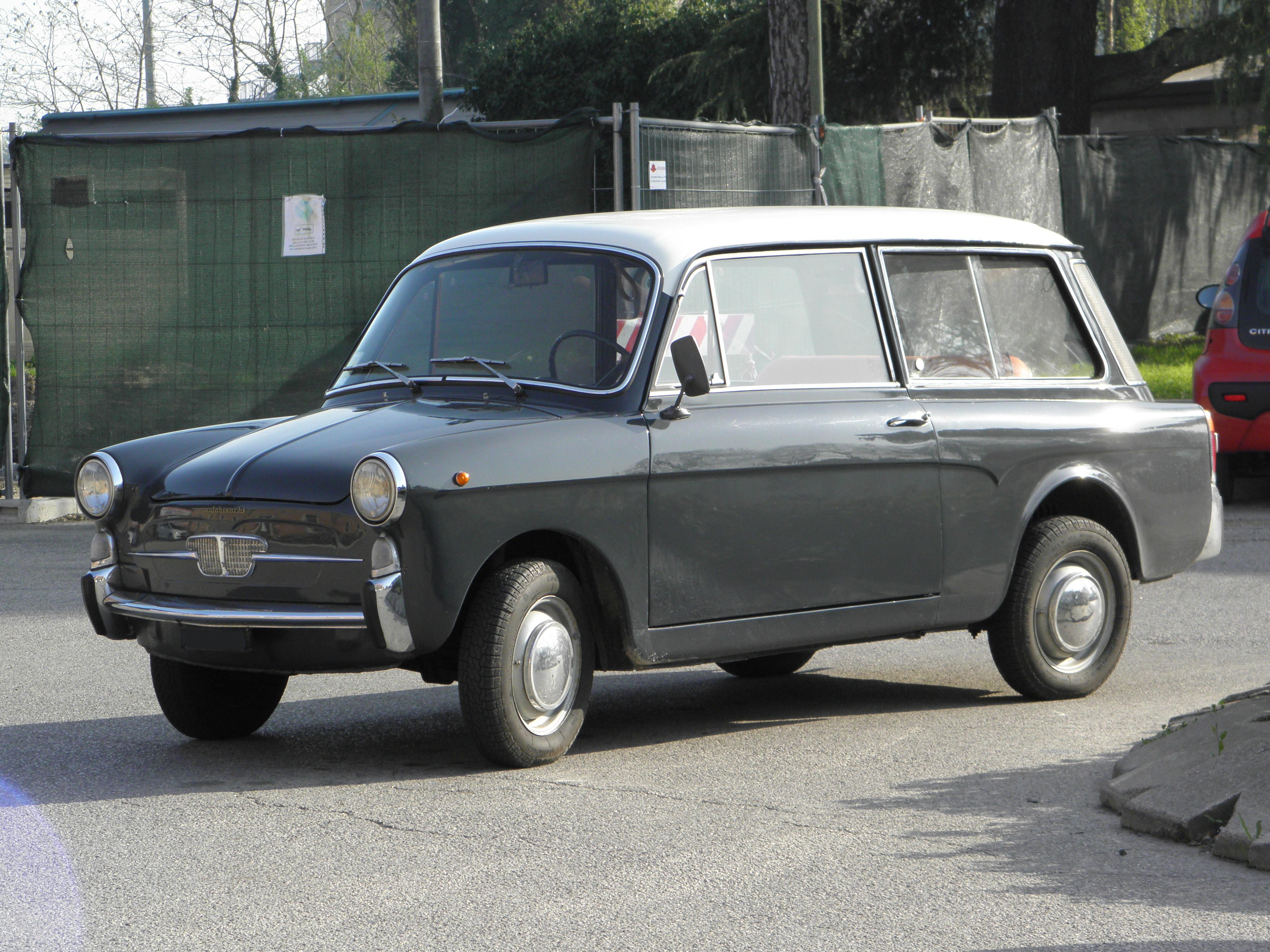
Neckar Panorama

Ще однією новою машиною стала копія Autobianchi Bianchina Panoramica — Neckar Panorama, під капотом у неї був 2-циліндровий 500-кубовий мотор, потужністю 18 сил, проте через рік її зняли з виробництва.

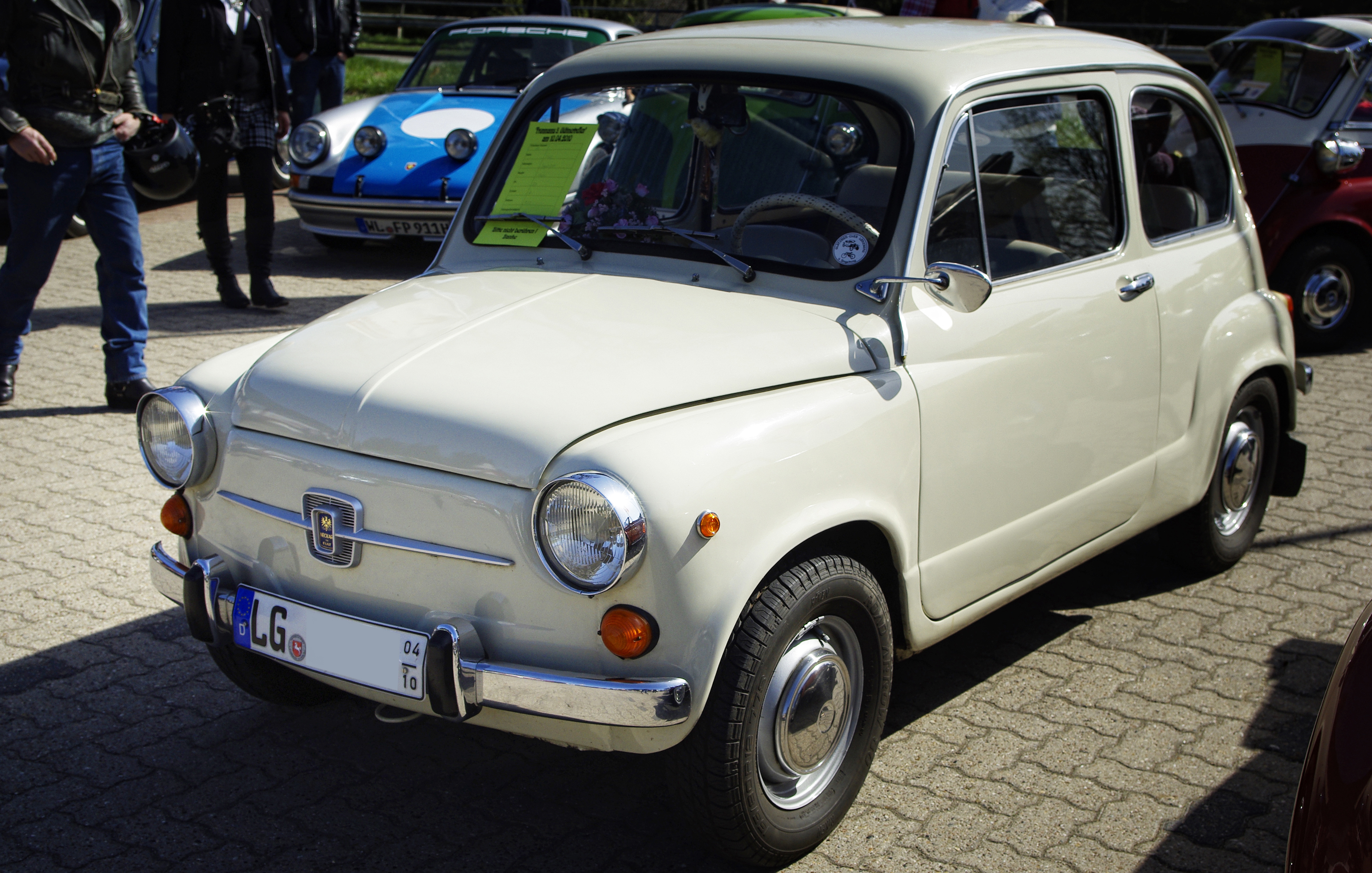
Neckar Adria 850

У 1965 році починається виготовлення моделі Adria, яка є практично копією FIAT 850, ця модель була подальшою модернізацією 600, який отримав новий дизайн і мотор, об'ємом 850 кубів і потужністю 34 сили. Jagst зазнає фейліфту, і починає називатися як Jagst 2.

## Припинення виробництва автомобілів. Закриття компанії
У 1966 році назву скорочують до Neckar Automobilwerke AG, в 1967 році у виробництві залишається тільки 2 моделі: Spezial і Jagst 2, які протрималися на конвеєрі відповідно рік і два роки. Тоді ж, в 1967 році, виробничі лінії починають випускати автомобілі FIAT 124 і FIAT 125, які продавалися під маркою FIAT. У 1969 році, коли з конвеєра сходить останній Neckar Jagst, його місце займає FIAT 128. Виробництво 124 і 125 було зупинено в 1972 році, через рік припинили випускати 128. Виробництво автомобілів марки FIAT в Німеччині більше не відновлювалося, проте фірма, куплена в 1929 році, існує донині, будучи офіційним представником італійської компанії в Німеччині.

## Список автомобілів NSU-Fiat
- 1929 — NSU-Fiat 7/34PS
- 1931 — NSU-Fiat 10/52PS
- 1932 — NSU-Fiat 10/50PS
- 1934 — NSU-Fiat 1000
- 1935 — NSU-Fiat 1500
- 1937 — NSU-Fiat 500
- 1938 — NSU-Fiat 1100
- 1951 — NSU-Fiat 500C
- 1953 — NSU-Fiat 1100 Neckar
  - NSU-Fiat 1400
  - NSU-Fiat 1900
- 1956 — NSU-Fiat Jagst 600

## Список автомобілів Neckar
- 1960 — Neckar Europa
  - Neckar Jagst 770
  - Neckar Weinsberg 500
- 1961 — Neckar Jagst 770 Riviera
- 1962 — Neckar Mistral 1500
  - Neckar Europe Spezial
- 1963 — Neckar 1500TS
- 1964 — Neckar St Trop
  - Neckar Panorama
- 1965 — Neckar Adria 850
  - Neckar Jagst 2